# Katy Marchant
Katy Marchant (Leeds, 30 gennaio 1993) è una pistard britannica, specialista della velocità e vincitrice di due medaglie olimpiche (un bronzo e un oro) e un titolo mondiale nella specialità.

## Carriera
Marchant ha iniziato la sua carriera di sportiva come eptatleta, specialità nella quale ha rappresentato la Gran Bretagna ai campionati del mondo juniores di atletica leggera 2012. Il cambio di sport le fu suggerito dal suo ex allenatore Toni Minichiello, lo stesso della campionessa olimpica di eptathlon Jessica Ennis-Hill che la incoraggiò a passare al ciclismo dopo aver risposto positivamente a dei test. Marchant aveva pedalato solo per hobby su mountain bike e su strada fino a quel momento ma non aveva nessuna esperienza nel ciclismo su pista. Dopo un periodo di prova di sei settimane, passò definitivamente al ciclismo entrando nell'accademia olimpica del ciclismo britannico nell'aprile 2013.
Nel 2015 ad Atene vince il titolo europeo Under-23 nella specialità del keirin; è poi campionessa nazionale in tutte le quattro specialità veloci. L'anno dopo viene selezionata per i Giochi olimpici di Rio de Janeiro, in cui conquista la medaglia di bronzo nella velocità superando l'olandese Elis Ligtlee nella finale per il terzo posto.

## Palmarès
- 2014

Oberhausen Sprint Meeting, Velocità (Oberhausen)
- 2015

Campionati europei Juniores e U23, Keirin Under-23
1ª prova Revolution Series, Velocità (Derby)
1ª prova Revolution Series, Keirin (Derby)
1ª prova Revolution Series, 500 metri a cronometro (Derby)
Troféu Internacional CAR, Velocità (Anadia)
Troféu Internacional CAR, Keirin (Anadia)
Open Roubaix Lille Métropole, Velocità (Roubaix)
Open Roubaix Lille Métropole, Keirin (Roubaix)
Open Roubaix Lille Métropole, Velocità a squadre (Roubaix, con Jessica Varnish)
Campionati britannici, Velocità
Campionati britannici, Keirin
Campionati britannici, 500 metri a cronometro
Campionati britannici, Velocità a squadre (con Jessica Varnish)
- 2018

Campionati britannici, Velocità
Campionati britannici, 500 metri a cronometro
- 2019

Grand Prix of Poland, Keirin (Pruszków)
2ª prova Coppa del mondo 2019-2020, Keirin (Glasgow)
- 2021

Belgian Track Meeting, Keirin (Gand)
- 2023

Trofeu Artur Lopes, Velocità (Anadia)
GP Germany, Velocità a squadre (Cottbus, con Sophie Capewell e Emma Finucane)
Campionati britannici, Velocità a squadre (con Millicent Tanner e Emma Finucane)
- 2024

Campionati europei, 500 metri
Coppa delle Nazioni, Velocità a squadre (Adelaide, con Sophie Capewell, Lauren Bell e Emma Finucane)
Coppa delle Nazioni, Velocità a squadre (Hong Kong, con Sophie Capewell e Emma Finucane)
Giochi olimpici, Velocità a squadre (con Sophie Capewell e Emma Finucane)
Campionati del mondo, Velocità a squadre (con Sophie Capewell e Emma Finucane)

## Piazzamenti

### Competizioni mondiali
- Campionati del mondo

St. Quentin-en-Yv. 2015 - 500 metri: 13ª
Londra 2016 - Velocità a squadre: 5ª
Londra 2016 - 500 metri: 5ª
Londra 2016 - Velocità: 13ª
Hong Kong 2017 - Velocità: 19ª
Hong Kong 2017 - 500 metri: 13ª
Hong Kong 2017 - Keirin: 19ª
Apeldoorn 2018 - Velocità a squadre: 6ª
Apeldoorn 2018 - Velocità: 18ª
Apeldoorn 2018 - 500 metri: 8ª
Apeldoorn 2018 - Keirin: 9ª
Pruszków 2019 - Velocità a squadre: 14ª
Pruszków 2019 - Velocità: 13ª
Pruszków 2019 - 500 metri: 14ª
Pruszków 2019 - Keirin: 16ª
Berlino 2020 - Velocità: 13ª
Berlino 2020 - Keirin : 8ª
Glasgow 2023 - Keirin: 16ª
Ballerup 2024 - Velocità: 5ª
Ballerup 2024 - Velocità a squadre: vincitrice
Ballerup 2024 - 500 metri: 3ª
Ballerup 2024 - Keirin: 3ª
- Giochi olimpici

Rio de Janeiro 2016 - Velocità: 3ª
Tokyo 2020 - Velocità: 6ª
Tokyo 2020 - Keirin: 13ª
Parigi 2024 - Keirin: 4ª
Parigi 2024 - Velocità a squadre: vincitrice
- Giochi del Commonwealth

Gold Coast 2018 - Velocità a squadre: 3ª
Gold Coast 2018 - Velocità: 10ª
Gold Coast 2018 - 500 metri: 6ª

### Competizioni europee
- Campionati europei

Anadia 2014 - Velocità a squadre Under-23: 3ª
Anadia 2014 - Keirin Under-23: 3ª
Anadia 2014 - 500 metri Under-23: 5ª
Anadia 2014 - Velocità Under-23: 4ª
Baie-Mahault 2014 - 500 metri: 8ª
Atene 2015 - Velocità a squadre Under-23: 2ª
Atene 2015 - Keirin Under-23: vincitrice
Atene 2015 - 500 metri Under-23: 4ª
Atene 2015 - Velocità Under-23: 4ª
Grenchen 2015 - Velocità: 7ª
Grenchen 2015 - 500 metri: 4ª
Grenchen 2015 - Keirin: 10ª
Berlino 2017 - Velocità a squadre: 7ª
Berlino 2017 - 500 metri: 6ª
Glasgow 2018 - Velocità a squadre: 9ª
Glasgow 2018 - Keirin: 6ª
Apeldoorn 2019 - Velocità: 6ª
Apeldoorn 2019 - Keirin: 8ª
Plovdiv 2020 - Velocità: 8ª
Grenchen 2023 - 500 metri: 8ª
Grenchen 2023 - Velocità a squadre: 2ª
Apeldoorn 2024 - Velocità a squadre: 2ª
Apeldoorn 2024 - 500 metri: vincitrice
- Giochi europei

Minsk 2019 - Velocità: 10ª
Minsk 2019 - Keirin: 9ª